# 洛亚尔 (肯塔基州)
洛亚尔（英語：Loyall），是美国肯塔基州的一座城市。面积约为3.6平方公里（1.4平方英里）。根据2010年美国人口普查，该市的人口为1,461人。